# Казімеж Ґамський
Казімеж Єжи Ґамський (пол. Kazimierz Jerzy Gamski, нар. 4 січня 1917, Самара, Російська імперія — пом. 16 вересня 1988, Льєж, Бельгія) — польський і бельгійський учений-матеріаліознавець, до німецько-радянської війни — футболіст, нападник. Доктор honoris causa Краківської політехніки (1985). Єдиний футболіст в історії Польщі, ушанований званням доктора honoris causa.

## Життєпис
Вихованець футбольного клубу «Поґонь» (Львів), але в чемпіонаті Польщі зіграв тільки один матч — 18 квітня 1937 року на виїзді проти «Варти» (Познань). Як писав тижневик «Раз Два Три»: «…він став жертвою брутальности гравців КС „Варта“… Ґамський, якого вдарили ззаду, отримав травму, що унеможливила його участь у футбольних змаганнях». Під час радянської окупації виступав за львівське «Динамо» (1939—1941).
До війни навчався у Львівській політехніці, але здобув вищу освіту вже після війни — у Краківській політехніці.
Навесні 1945 року опинився у Вроцлаві, був серед засновників спортивного клубу «Сленза» (Вроцлав). Навчання продовжив у Гірничо-металургійній академії у Кракові, де в грудні 1946 року отримав диплом інженера наземного будівництва. Влаштувався працювати в Інститут будівельної техніки (Варшава), звідки втік на Захід (з 1939 року одружений зі швейцаркою).
1951 року отримав звання доктора в Льєзькому університеті (Бельгія), 1965 року — звання професора там же. Спеціаліст у сфері композитних матеріалів. 18 червня 1981 року тодішній ректор Краківської політехніки Роман Цесельський висунув Ґамського на отримання звання доктор honoris causa Краківської політехніки. Отримав це звання 18 червня 1985 року.